# Diane Kurys
Diane Kurys (Lione, 3 dicembre 1948) è un'attrice, sceneggiatrice e regista francese.
È compagna del regista e sceneggiatore francese Alexandre Arcady con il quale ha costituito una casa di e produzione cinematografica, la Alexandre Films, ed ha avuto un figlio Sacha Sperling, scrittore.

## Filmografia

### Regista
- Gazzosa alla menta (Diabolo Menthe) (1977)
- Cocktail Molotov (1980)
- Prestami il rossetto (Coup de foudre) (1983)
- Un uomo innamorato (Un homme amoureux) (1987)
- La Baule-les Pins (1990)
- Le strategie del cuore (Après l'amour) (1992)
- Fino alla follia (À la folie) (1994)
- I figli del secolo (Les enfants du siècle) (1999)
- Je reste! (2003)
- L'anniversaire (2005)
- Sagan (2008)
- Pour une femme (2013)
- Arrête ton cinéma! (2016)

### Attrice
- Le Bar de la Fourche, regia di Alain Levent (1972)
- Come è cambiata la nostra vita (F comme Fairbanks), regia di Maurice Dugowson (1976)